# Siderasis fuscata
Siderasis fuscata là một loài thực vật có hoa trong họ Commelinaceae. Loài này được (Lodd.) H.E.Moore miêu tả khoa học đầu tiên năm 1956.